# Ayhancan Güven
Ayhancan Güven (* 1. Februar 1998 in Istanbul) ist ein türkischer Automobilrennfahrer.

## Karriere
Ayhancan Güven begann seine Motorsportkarriere im Kartsport. Von 2006 bis 2010 startete er in der Klasse Mini der Türkischen Kartmeisterschaft und wurde dort 2006 und 2007 Vizemeister und 2010 Meister. 2011 ging er in der Klasse 60 Mini im WSK Final Cup und in der Italienischen Kartmeisterschaft, in der er Meister wurde, an den Start. Seine letzten Kart-Rennen fuhr er 2013 und 2014.
2012 fuhr er mit der GT Academy Turkey erstmals in einer GT-Rennserie. 2015 und 2016 trat er in verschiedenen Nachwuchs-Rennserien, wie der Volkicar V2 Challenge, Georgischen Formel Alfa und der GT Academy World an.
2016 startete er im Porsche Sports Cup Deutschland und ein Jahr später in den Porsche-Markenpokalen in Frankreich und Benelux. Von 2017 bis 2020 fuhr er im Porsche Carrera Cup Frankreich und gewann 2018 und 2019 mit den Teams Attempto Racing und Martinet by Almeras den Meister- und 2020 den Vize-Meistertitel. In der Porsche GT3 Cup Challenge Benelux ging er 2017 und 2018 an den Start und wurde in der letzten Saison mit Attempto Racing Meister.
Im Porsche Carrera Cup Deutschland fuhr er 2018 und 2021 und beendete die Saison 2021 für das Team Phoenix Racing mit dem Vize-Meistertitel.
Von 2019 bis 2021 ging der im Porsche Supercup an den Start und erzielte 2019 mit dem Vize-Meistertitel sein bestes Gesamtergebnis in dieser Rennserie.
Seit 2020 ist Güven im Porsche Junior-Programm für Nachwuchsfahrer.
In der Saison 2022 fährt er zusammen mit Christian Engelhart für Team Joos Sportwagentechnik einen Porsche 911 GT3 R in der ADAC GT Masters.
Güven fährt auch in Simracing-Rennserien und gewann 2020 die GTE-Wertung der 24H Le Mans Virtual und den Porsche Mobil 1 Supercup Virtual Edition.
2023 trat er für das KÜS Team Bernhard in der DTM an. Dort fuhr er zusammen mit Laurin Heinrich einen Porsche 911 GT3 R. Beim ersten Lauf auf dem Sachsenring konnte er mit dem dritten Platz seine erste und einzige Podestplatzierung der Saison erzielen.
Im Februar 2024 konnte er zusammen mit Laurens Vanthoor und Matt Campbell für Manthey EMA das 12-Stunden-Rennen von Bathurst gewinnen.